# البنك التجاري الألماني
البنك التجاري الألماني، هو بنك ألماني رئيسي يعمل كبنك عالمي، ومقره في فرانكفورت أم ماين. في السنة المالية 2019، كان البنك ثاني أكبر بنك في ألمانيا بعد إجمالي الميزانية العمومية. يوجد البنك في أكثر من 50 دولة حول العالم، ويوفر حوالي ثلث التمويل التجاري الألماني. في عام 2017، تعامل مع ما يقرب من 13 مليون عميل في ألمانيا وأكثر من 5 ملايين عميل في أوروبا الوسطى والشرقية. وهو عضو في المجموعة النقدية.

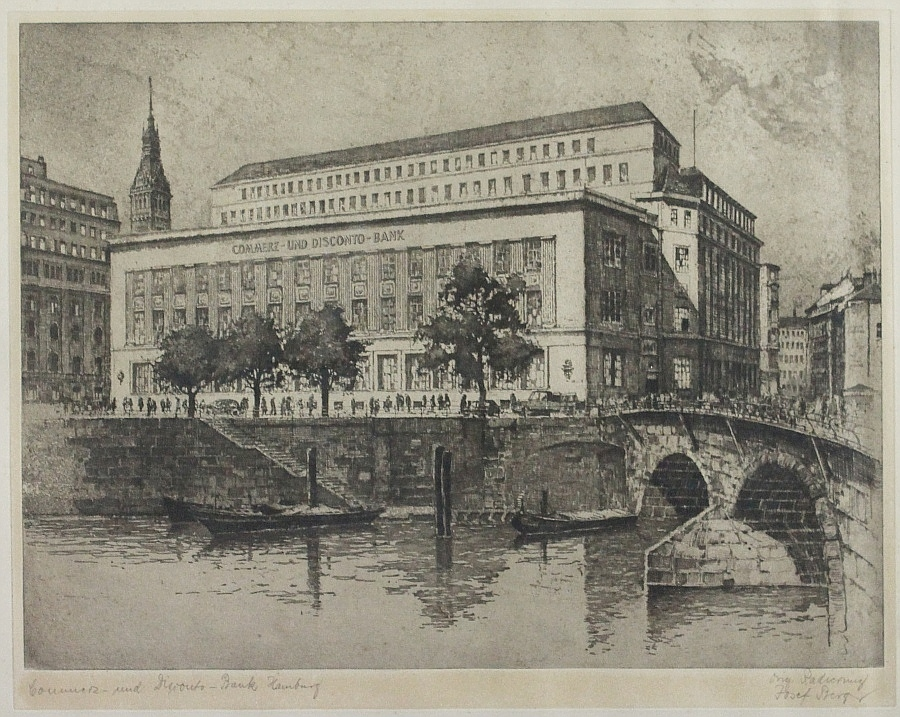
Commerz- und Disconto-Bank، Hamburg، 1874.

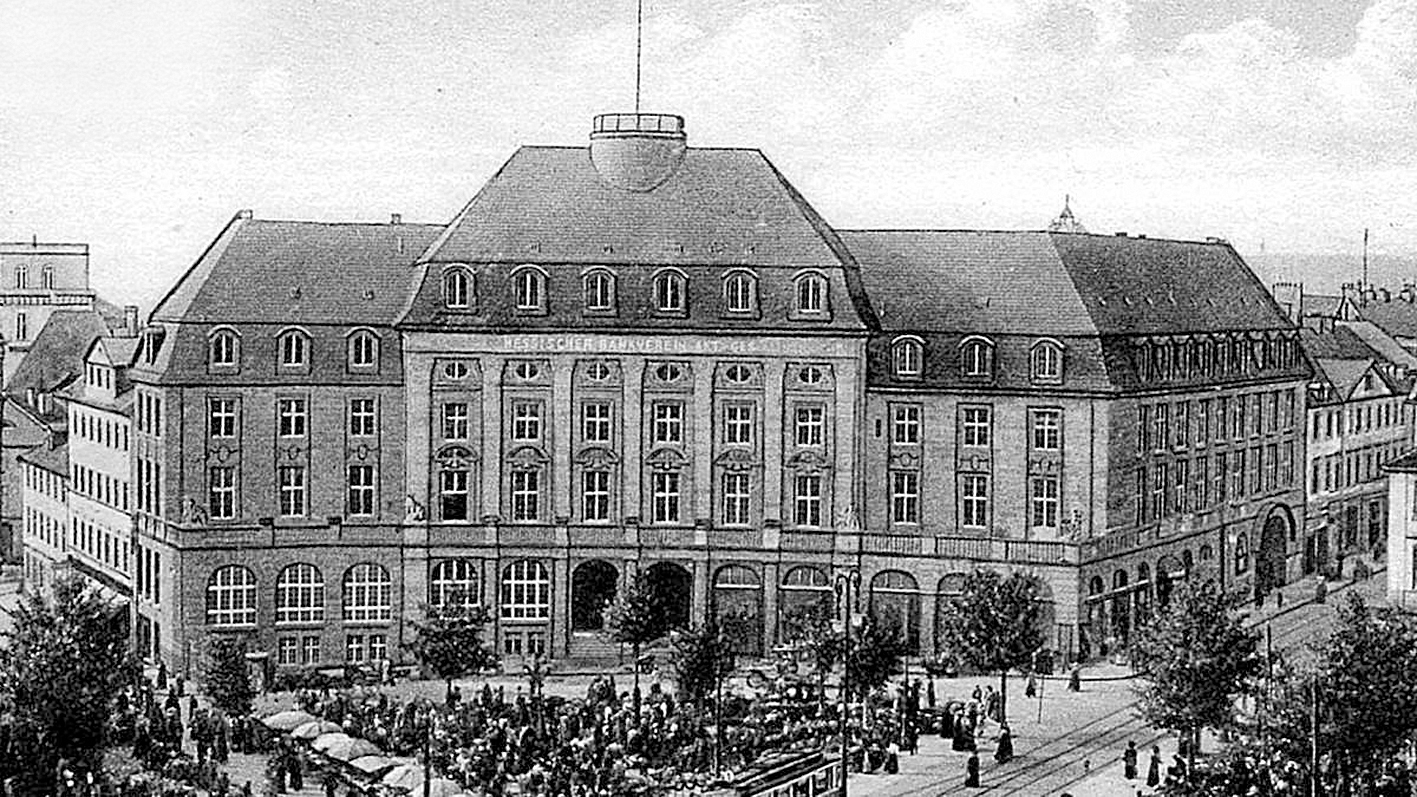
المقعد السابق لهيسشر بانكفيرين في كاسل الذي تم الاستيلاء عليه في عام 1922، ويستخدم المبنى منذ ذلك الحين من قبل كومرزبنك

## الحرب الباردة
مع تقسيم أوروبا بعد الحرب العالمية الثانية، تم توحيد ثلاثة بنوك إقليمية في عام 1958 لتشكيل البنك التجاري الألماني، التي يقع مقرها الرئيسي في دوسلدورف. كثف البنك التجاري أنشطته للتمويل الاقتصادي وبدأ في التوسع في جميع أنحاء العالم. منذ عام 1970 تم تحويل الأنشطة الإدارية للبنك إلى فرانكفورت، والتي كانت مقره القانوني منذ عام 1990.

## جمهورية فيدرالية
عانى بنك كومرتس من انتكاسات كثيرة من ضمنها التوغل الكارثي في مجال الخدمات المصرفية الاستثمارية في النصف الأول من العقد الأول من القرن الماضي، وأغلق في نهاية المطاف وحدته المصرفية الاستثمارية في بنك كوميرز للأوراق المالية التي يديرها محمد دلمان ورومان، شميدت بعد أن وصفها رئيس مجلس الإدارة كلاوس بيتر مولر بأنه «مشكلة طفل». تمت المراجعة من قبل شركة الاستشارات ميرسر اوليفر وايمان، التي خلصت إلى أن الأوراق المالية للبنك التجاري الألماني تفتقر إلى نموذج أعمال قابل للتطبيق. تم ترك ما تبقى من Commerzbank Securities في قسم من البنك التجاري يسمى Corporates and Markets.

### إعلان: شراء بنك درسدنر
وشهدت عمليات الاندماج والاستحواذ وإعادة الهيكلة نمو المجموعة لخدمة أكثر من 4 ملايين عميل في عام 1998، و 6 ملايين عميل في عام 2001، و 15 مليونًا بعد الاستحواذ على الأزمة المالية العالمية لبنك درسدنر من أليانز مقابل 5.5 مليار يورو في عام 2008. تضرر البنك التجاري الألماني بشدة من الأزمة المالية وتلقى خطة إنقاذ حكومية بقيمة 18 مليار يورو (22.3 مليار دولار). في سبتمبر 2016، خطط كومرز بنك لخفض 9600 وظيفة أو حوالي خمس القوى العاملة في 4 سنوات.

### المساهمين
اعتبارًا من ديسمبر 2018، كان أكبر مساهمين في البنك هما حكومة ألمانيا (15.6٪) وسيربيروس كابيتال مانجمنت (5.01٪).

## الخلافات
على مدار أكثر من عقد من الزمان، شارك كومرتس بنك في غسل مئات المليارات من الدولارات الأمريكية من إيران والسودان وميانمار ضد العقوبات الأمريكية. وافق البنك على دفع 1.5 مليار دولار من الغرامات وفصل العديد من الموظفين لدورهم في غسل 253 مليار دولار أمريكي، ولمساعدة الشركة اليابانية شركة أوليمبوس في تنظيم عمليات الاحتيال في مجال المحاسبة.
في عام 2017، أجرى ممثلو الادعاء في فرانكفورت، إلى جانب شرطة الجريمة الفيدرالية ومسؤولي الضرائب، عمليات تفتيش لمكاتب البنك وكذلك شقق ثلاثة من المشتبه بهم في فرانكفورت وهاناو القريبة. غارة الشرطة تدور حول «تحقيق التهرب الضريبي» حيث يشتبه في أن العديد من المديرين الحاليين والسابقين يتهربون من دفع 40 مليون يورو من الضرائب عن طريق تجريد الأرباح، والمعروفة أيضًا باسم المعاملات «نائب الرئيس». امتد التحقيق أيضًا إلى التداولات في عام 2008 في بنك درسدنر، الذي استولى عليه كومرتس بنك في عام 2009. وقال البنك «لقد أخطرت السلطات بشكل استباقي بالنتائج الأولية لهذا التحقيق وتتعاون بشكل كامل».

## روابط خارجية
- الموقع الرسمي
- وثائق ومقتطفات حول بنك كومرزبنك